# Хорватские вооружённые силы (Независимое государство Хорватия)
Вооружённые силы Хорватии (хорв. Hrvatske oružane snage (HOS)) — вооружённые силы марионеточного государства Независимой державы Хорватии в составе стран «оси».
Хорватские вооружённые силы были реорганизованы в ноябре 1944 года, путём объединения частей усташей и домобранств в восемнадцать дивизий, включая 13 пехотных, двух горных, двух штурмовых и одну резервную, каждая со своей артиллерией и другими вспомогательными подразделениями. Также имелось несколько бронетанковых частей, оснащенных в конце 1944 двадцатью средними танками Pz.IIIN, и пятнадцатью Pz.IVF и H. С началом 1945 года хорватские дивизии были распределены по разным немецким корпусам и к марту 1945 года удерживали Южный фронт. Обеспечением тыла занималось около 32000 человек хорватской жандармерии, организованной в 5 полицейских добровольческих полков и 15 отдельными батальонами, оснащёнными стандартным лёгким пехотным вооружением, включая минометы.
К концу марта 1945 года командованию армии стало очевидно, что, хотя фронт останется непрорванным, в конечном итоге они потерпят поражение из-за полного отсутствия боеприпасов. По этой причине было принято решение перебросить армию через австрийскую границу нацистской Германии, чтобы сдаться британским войскам, наступавшим на север из Италии.

## Хорватская жандармерия
Хорватская жандармерия была сформирована 30 апреля 1941 года как сельская полиция под командованием генерал-майора Милана Мислера. К сентябрю 1943 года в семи областных полках насчитывалось 18 тысяч человек. Они были разделены на 23 роты (по одной на каждый округ, включая Загреб) Роты были разделены на 142 окружных взвода, в каждом по несколько отделений. В начале 1942 года для проведения антипартизанских операций в Славонии был создан отдельный жандармейский полк из трёх батальонов, в июле переименованный в бригаду Петриня. В 1945 году двенадцать независимых полицейских добровольческих батальонов сформировали хорватскую жандармейскую дивизию.

## Звания и знаки отличия

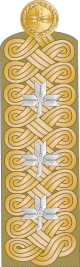
General pukovnik (Генерал-полковник)
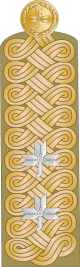
General poručnik (Генерал-лейтенант)
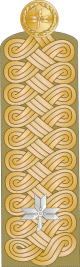
General (Генерал)
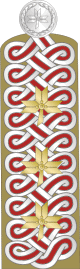
Pukovnik (Полковник)
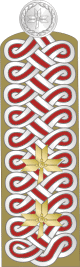
Podpukovnik (Подполковник)
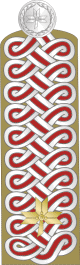
Bojnik (Майор)
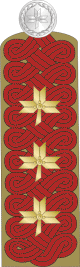
Nadsatnik (нет соответствия)
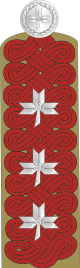
Satnik (Капитан)
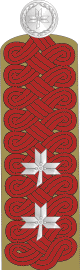
Natporučnik (Лейтенант)
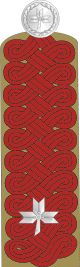
Poručnik (Младший лейтенант)
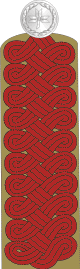
Zastavnik (Прапорщик)
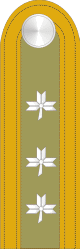
Časnički namjesnik (Зауряд-офицер)
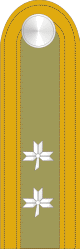
Stožerni stražnik (Старший сержант)
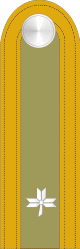
Stražnik (Сержант)
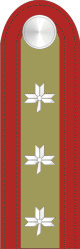
Vodnik (Младший сержант)
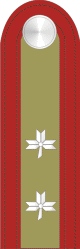
Rojnik (Унтер-офицер)
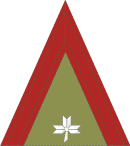
Dorojnik (Младший унтер-офицер)
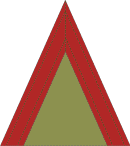
Strielac (Ефрейтор)
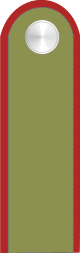
Vojnik (Рядовой)